# Sturmia oceanica
Sturmia oceanica är en tvåvingeart som beskrevs av Baranov 1938. Sturmia oceanica ingår i släktet Sturmia och familjen parasitflugor. Inga underarter finns listade i Catalogue of Life.